# Ценино
Цèнино е село в Югоизточна България, община Нова Загора, област Сливен.

## География
Село Ценино се намира на около 29 km югозападно от областния център град Сливен, около 6 km север-североизточно от общинския център град Нова Загора и около 36 km изток-североизточно от град Стара Загора. Разположено е в североизточната периферия на Горнотракийската низина, в прехода ѝ към южните подножия на Сърнена Средна гора. Теренът в селото е с наклон на юг; надморската височина в центъра е около 197 m и нараства на север до около 220 m, а на юг намалява до около 175 m. Климатът е умереноконтинентален.
През селото минава общински път, който на север-североизток води до село Съдийско поле, а на юг-югозапад прави връзка в град Нова Загора с второкласния републикански път II-66 (Европейски път Е773).
Землището на село Ценино граничи със землищата на: село Съдийско поле на север и изток; село Кортен на юг и запад.
Населението на село Ценино, наброявало 156 души при преброяването към 1934 г. и 201 към 1946 г., намалява до 186 към 2001 г. и нараства до 338 (по служебен документ на НСИ от 2022-12-31) към 2022 г.
При преброяването на населението към 1 февруари 2011 г., от обща численост 231 лица, за 177 лица е посочена принадлежност към „българска“ етническа група, за 48 към „ромска“, за 5 – към „други“, за един – „не отговорили“, а за принадлежност към „турска“ и „не се самоопределят“ не са посочени данни.

## История
След Руско-турската война (1877 – 1878 г.) по Берлинския договор 1878 г. селото – тогава с име Коймаклии – остава в Източна Румелия; присъединено е към България след Съединението 1885 г.. Село Коймаклии е преименувано на Ценино през 1906 г.
Училище в село Ценино е открито през 1929 г. Първата година училището се е помещава в къщата на Петко Русев, а следващата година се премества в къщата на Борис Коленичев – до построяването на училищна сграда, чийто строеж започва през 1931 г. със средства, събрани доброволно от населението и с помощи от околните села. Училището е закрито към края на 1960-те години.
Трудово кооперативно земеделско стопанство (ТКЗС) в село Ценино е основано на 18 септември 1950 г. При самото основаване в ТКЗС са влезли всички 38 домакинства с 92 ha ниви и 15 ha лозя. В края на 1956 г. стопанството се присъединява към ТКЗС – село Съдийско поле. Целите и характера на стопанството са били чрез коопериране на едноличните стопани в едно уедрено стопанство да се въведе пълна механизация при обработката на селскостопанските култури за по-високи добиви.

## Обществени институции
Село Ценино към 2023 г. е център на кметство Ценино.